# Октасульфид нонакобальта
Октасульфид нонакобальта — неорганическое соединение
серы и кобальта
с формулой Co9S8,
кристаллы.

## Получение
- В природе встречается минерал кобальтпентландит — Co9S8 [1].

- Сплавление стехиометрических количеств чистых веществ:

{\displaystyle {\mathsf {9Co+8S\ {\xrightarrow {833^{o}C}}\ Co_{9}S_{8}}}}

## Физические свойства
Октасульфид нонакобальта образует кристаллы
кубической сингонии, пространственная группа F m3m, параметры ячейки a = 0,9927 нм, Z = 4
.
Соединение образуется по перитектической реакции при температуре 833°C.